# Цапп, Пауль
Пауль Йоханнес Цапп (нем. Paul Johannes Zapp; 18 апреля 1904, Херсфельд, Германская империя — 4 февраля 1999, Бад-Арользен, Гессен, Германия) — оберштурмбаннфюрер СС, начальник зондеркоманды 11a, входившей в состав айнзацгруппы D и осуществлявшей массовые убийства на территории оккупированной Молдавии, Украины и Крыма, командир полиции безопасности и СД в Симферополе. После войны скрывался под чужим именем, но в 1967 году был арестован и предстал перед судом, приговорившем его к пожизненному заключению.

## Биография
Пауль Цапп родился 18 апреля 1904 года в семье фабриканта Эмиля Цаппа и его жены Вильгельмины. Вырос в семье среднего класса, где большое внимание уделялось протестантским обычаям, образованию и музыке. В Касселе посещал городскую школу и высшее училище. В 1923 году сдал экзамены на аттестат зрелости. Впоследствии проходил обучение в банке Deutsche Bank AG. По прошествии двух лет учебы поступил на работу в отцовскую фирму, но в 1928 году был вынужден уйти из-за трудностей с ведением дел. Потом недолгое время работал в местной больничной кассе в Ротенбурге-на-Фульде и затем в качестве торгового представителя устроился в фирму Borsig в Берлине. Там он в основном занимался уходом за пенсионерами. Из-за возникшего Мирового экономического кризиса Цапп был уволен в 1931 году. В последующий период он жил на пособие по безработице. В то же время изучал философию и экономику в университете Берлина. Через полтора года из-за нехватки денежных средств ему пришлось бросить обучение. В 1932 году работал торговым представителем фирмы Shell в Берлине.
Летом 1933 года в качестве частного секретаря индолога Якоба Вильгельма Хауэра вошёл в правление религиозной организации «Немецкое движение веры»» в Тюбингене. В 1934 году под влиянием Хауэра вступил в ряды Общих СС (№ 107180) и СД. Своей работой в качестве внештатного сотрудника СД Цапп был обязан знакомству с Вернером Бестом, являвшимся одним из ведущих идеологов СС и СД. В службе безопасности Цапп зарекомендовал себя как эксперт в области борьбы и розыска «врагов». В феврале 1936 года вышел из «немецкого движения веры». Мотивами были религиозные убеждения и стремление к профессиональному росту, чему могло помешать членство в организации, которое больше не поддерживалось нацистами. В 1936 году поступил на службу в Главное управление СД. 1 мая 1937 года вступил в НСДАП (билет № 4583288). В СД Цапп был референтом в отделе III, где ему было поручено проверять отчёты, связанные с религией и мировоззрением. В конце 1937 года был переведён в лейтабшнит СД в Бреслау. В 1938 году был отправлен в лейтабшнит СД в Вене. После начала Второй мировой войны был отправлен в ведомство руководителя полиции безопасности и СД в Кракове, где приобрёл «опыт» в территориальном окончательном решении еврейского вопроса, заключавшийся в расстрелах, отправке в гетто и выселениях. В августе 1940 года получил звание штурмбаннфюрера СС и стал «экспертом по делам евреев» в аппарате СД.
В октябре 1940 года по распоряжению Главного управления имперской безопасности стал инструктором в школе СД в Бернау под Берлином, где занимался идеологической подготовкой сотрудников СД и кандидатов на государственную службу. Целью обучения было создание «ценного, политически чётко ориентированного, бескомпромиссного, убеждённого и высококачественного руководства СД». Учебные материала Цаппа носили названия «Еврейство» и «Иудаизм как несущий элемент мировоззренческого фронта противника». Евреи, по словам Цаппа, «преследовали единственную цель — подчинить все остальные народы». Ложные цитаты из Ветхого завета, искажённые изображения еврейских обычаев и праздников, а также пропаганда были использованы в качестве доказательств «мирового господства евреев», что могло быть нарушено только истреблением «мирового иудейства». Цапп также читал лекции об эмансипации и ассимиляции еврейского населения, что предоставляло широкую трактовку для перечисления и характеристики еврейских организаций. Это обращение было основано на связанности обобщений, фальсификации истории и антисемитских стереотипов. В мае 1941 года возглавил абшнит СД в Касселе.
В мае 1941 года был откомандирован в саксонский город Преч, где был собран руководящий персонал мобильных айнзацгрупп. Цапп возглавил зондеркоманду 11a в составе анзацгруппы D под руководством Отто Олендорфа. В начале июля 1941 года зондеркоманда начала свой путь в Прече и прошла через Вену, Прессбург, Сибиу, Сигишоара. В начале июля 1941 года команда достигла румынского города Бырлада. После того, как 17 июля пал Кишинёв, в него вошла зондеркоманда. Вскоре Цапп отдал приказ расстрелять в городе 68 «коммунистических» евреев. Несколько дней позже он распорядился казнить 551 еврея. Среди жертв были и женщины, чуть позже были убиты дети. В августе 1941 года зондеркоманда вступила в Николаев. По приказу командира айнзацгруппы D Отто Олендорфа Цапп приказал создать гетто. В середине сентября 1941 года Цапп отдал приказ расстрелять всех жителей гетто в Николаеве: от 3500 до 5000 мужчин, женщин и детей. В середине сентября 1941 года подразделение уничтожило еврейскую общину Херсона численностью в 5000 человек. В начале ноября 1941 года команда достигла Симферополя и рассредоточилась по Крымскому полуострову. В ходе первых так называемых «очищающих» или «умиротворяющих» акций совместно с другими подразделениями СС и полиции, вермахта и местных коллаборационистов были уничтожены тысячи евреев и коммунистов. Большинство жертв были расстреляны, некоторые повешены, другие подверглись жестокому обращению и пыткам. С конца 1941 года зондеркомандой применялись газвагены для убийства евреев. В декабре 1941 года подразделения айнзацгруппы D, в том числе и зондеркоманда 11a, уничтожили еврейскую общину Симферополя, по меньшей мере 12000 человек. 14 июля 1942 года стал командиром полиции безопасности и СД в Генеральном округе Таврия со штаб-квартирой в Симферополе. 23 марта 1942 года лично руководил уничтожением греческой деревни Лаки в Бахчисарайском районе. Летом 1942 года после взятия Севастополя зондеркоманда 11a передислоцировалась туда, заняв дом на улице Частника. После сбора и регистрации она расстреляла и умертвила в газвагенах 1500 (по другим данным, 1200) евреев из Севастополя. В течение июля 1942 года подразделением было уничтожено 2022 евреев, выявленных среди советских военнопленных. В ноябре 1942 года получил звание оберштурмбаннфюрера СС. В Крыму Цапп преследовал евреев, проводил карательные операции против партизан и цыган. В 1943 году получил ранение и некоторое время служил в Румынии. В апреле 1944 года Цапп получил должность руководителя абшнита СД в Дрездене.

### После войны
По окончании войны скрылся под именем Фридриха Бёма. В конце войны под этим именем был захвачен американцами в Кройте на Тегернзее, но уже в июле 1945 года был освобождён из лагеря для военнопленных в Оксенфурте. После освобождения временно был занят в сельском хозяйстве, затем в Бебре стал работником государственной железнодорожной компании. Впоследствии работал в федеральной железнодорожной компании в Касселе вплоть до 1959 года. До 1961 года был клерком в той же самой компании. С 1962 по 1967 год был торговым представителем в частной фирме. 6 ноября 1967 года был арестован и помещён в следственный изолятор.
В марте 1968 года в крымское управление КГБ СССР поступила информация о том, что в Бебре западногерманская полиция арестовала Пауля Цаппа, проживавшего там под другим именем и начала расследование его деятельности на оккупированных территориях Украины и Молдавии. После известий об аресте Цаппа советская сторона также занялась поиском доказательной базы его преступлений в Крыму. 28 июля 1969 года Управление КГБ Крымской области возбудило уголовное дело по фактам массового уничтожения гражданского населения на оккупированной территории, в том числе на территории концлагеря «Красный» под Симферополем. Позже материалы этого дела были переданы посольству ФРГ. В 2020 году материалы следствия были рассекречены Федеральной службой безопасности и переданы в Центральный музей Тавриды.
19 января 1970 года начался судебный процесс в Мюнхене, проводимый судом присяжных. Помимо бывшего начальника зондеркоманды на скамье подсудимых были бывшие служащие подразделения: коммерсант из Мюнхена Лео фон дер Рекке, редактор из Гисена Карл Генрих Ноа и технический работник из Вильгельмсхафена Георг Мёльмайер. Адвокатом Цаппа выступал доктор Альфред Зайдль. Чтобы узаконить свои преступления, Цапп приводил так называемый приказ фюрера. Как «получатель приказа» он заявил о «необходимости его выполнения», предусматривающий безнаказанность, и поэтому приказ об уничтожении евреев считал легитимным: «Приказ фюрера, предписывающий ликвидацию всех евреев по расовым причинам, я не признавал незаконным. Я пришёл к выводу, что данный приказ приравнивается к закону в формальном смысле. Это мнение подкреплялось тем, что уже были изданы законы против евреев и после путча Рёма в прессе говорилось, что приказ фюрера был законным».
Во время показаний Цапп пытался доказать, что «его подчинённые в случае неисполнения приказа или иного неповиновения могли подвергнуться „защитному аресту“, что означало отправку в концлагеря или угрозу наказания всей семьи», но при этом он сам настаивал на беспрекословном выполнении своих приказов. Стратегия защиты включала в себя попытку дистанцироваться от желания убивать, коварства, жестокости и расовой ненависти, чтобы не были выдвинуты уголовные обвинения в «низменных мотивах». Цапп также утверждал, что «никогда не был воинственным противником евреев», но лишь придерживался мнения, что «сильное влияние иудаизма нуждалось в исправлении». Под «исправлением» он понимал не «уничтожение еврейской расы», а окончание еврейской ассимиляции. Кроме того, он признал, что массовые расстрелы были жестокими, но заявил, что «другой возможности для проведения казни не было». При уничтожении гетто в Херсоне он заверял, что принял во внимание страдания жертв: при уничтожении 5000 человек он приказал использовать не винтовки, а пистолеты, «для жертв этот вид казни был более терпимым, потому что стрельба с близкого расстояния гарантировала мгновенную смерть, а залпы расстрельной команды были не так сильно слышны для ещё ожидавших жертв». Во время выдачи пистолетов он «обратил внимание» на своих людей и объяснил это следующим образом: «при проведении экзекуции с карабинами возникали огромные психические нагрузки, так как при выстрелах из винтовки возникали большие раны, и лилось много крови». Цапп не проявлял никаких признаков раскаяния во время судебного разбирательства.
26 февраля 1970 года Цапп был приговорён к пожизненному тюремному заключению за убийство 13 449 человек. Защита подала апелляцию, но 16 марта 1971 года Федеральный верховный суд ФРГ отклонил её, и приговор вступил в законную силу. 27 января 1986 года был освобождён досрочно из тюрьмы в Швальмштадте. Цапп скончался 4 февраля 1999 года в Бад-Арользене.

## Комментарии
1. ↑  Таким эвфемизмом нацисты обозначали организованное ими массовое уничтожение.

## Звания
- Унтерштурмфюрер СС: 30 января 1938[27];
- оберштурмфюрер СС: 11 сентября 1938[27];
- гауптштурмфюрер СС: 30 января 1939[27];
- штурмбаннфюрер СС: 1 августа 1940[27];
- оберштурмбаннфюрер СС: 9 ноября 1942[27].